# Wernsmühle
Wernsmühle (fränkisch: Wernsch-mil bzw. Amnasch-mil) ist ein Gemeindeteil der Stadt Windsbach im Landkreis Ansbach (Mittelfranken, Bayern). Wernsmühle liegt in der Gemarkung Wernsbach.

## Geografie
Das Dorf liegt am Wernsbach, einem linken Zufluss der Fränkischen Rezat. 0,5 km nordwestlich davon erhebt sich der Klingenbuck (430 m ü. NHN). Im Osten schließt sich das Waldgebiet Scheiblohe an. Eine Gemeindeverbindungsstraße führt nach Wernsbach (1,3 km nordwestlich) bzw. die Staatsstraße 2220 unterquerend nach Windsbach (0,7 km südöstlich).

## Geschichte
Der ursprüngliche Name war „Amner-“ bzw. „Amtnermühle“, vermutlich nach dem Familiennamen des ersten Besitzers benannt. 1790 wurde sie erstmals als „Wörnsmühl“ bezeichnet.
Gegen Ende des 18. Jahrhunderts gehörte die Amtmanns- bzw. Wernsmühle zu Windsbach. Sie hatte das brandenburg-ansbachische Kastenamt Windsbach als Grundherrn. Unter der preußischen Verwaltung (1792–1806) des Fürstentums Ansbach erhielt die Wernsmühle bei der Vergabe der Hausnummern die Nr. 176/177 der Stadt Windsbach. Von 1797 bis 1808 unterstand der Ort dem Justiz- und Kammeramt Windsbach. Es gab zu dieser Zeit eine Untertansfamilie.
Im Rahmen des Gemeindeedikts wurde die Wernsmühle dem 1808 gebildeten Steuerdistrikt Windsbach und der 1810 gegründeten Munizipalgemeinde Windsbach zugeordnet.
In der zweiten Hälfte des 20. Jahrhunderts entstand eine Siedlung. Zwischen 1954 und 1958 fand die Umgemeindung der Wernsmühle von Windsbach nach Wernsbach statt. 1955 wurden Sandbuck und Holzgarten am Stadtrand von Windsbach sowie einige Häuser der Wernsmühle nach Windsbach umgemeindet. Am 1. Januar 1972 wurde der Rest von der Wernsmühle im Zuge der Gebietsreform in Bayern nach Windsbach eingegliedert.

### Boden- und Baudenkmäler
- Haus Nr. 3: ein Wohngebäude, zweigeschossiger massiver Walmdachbau, 18. Jahrhundert
- Etwas südlich gab es eine Freilandstation der Mittelsteinzeit und eine Siedlung der Jungsteinzeit.

### Einwohnerentwicklung
| Jahr      | 001818 | 001840 | 001861 | 001871 | 001885 | 001900 | 001925 | 001950 | 001961 | 001970 | 001987 |
| Einwohner | 18     | 16     | 12     | 20     | 13     | 20     | 22     | 9      | 83     | 96     | 69     |
| Häuser    | 3      | 3      |        |        | 3      | 3      | 3      | 2      | 15     |        | 21     |
| Quelle    | [ 16 ] | [ 17 ] | [ 18 ] | [ 19 ] | [ 20 ] | [ 21 ] | [ 22 ] | [ 23 ] | [ 24 ] | [ 25 ] | [ 1 ]  |

## Religion
Der Ort ist evangelisch-lutherisch geprägt und nach St. Margareta (Windsbach) gepfarrt. Die Einwohner römisch-katholischer Konfession sind nach St. Bonifatius (Windsbach) gepfarrt.